# アミド加水分解酵素
アミド加水分解酵素（アミドハイドロラーゼ、英: Amidohydrolase）とは、アミド結合を加水分解する酵素の一種である。EC番号の3.5.1と3.5.2.に分類されている。
アミド加水分解酵素の例を以下に示す。
- Β-ラクタマーゼ
- ヒストン脱アセチル化酵素
- ウレアーゼ
- 脂肪酸アミド加水分解酵素

アミド加水分解酵素スーパーファミリーは、20,000種以上のタンパク質を擁する巨大なタンパク質ファミリーである。多種多様であり、生化学上および生理学上の様々な場面に存在する。複雑かつ巨大な分子であるため、タンパク質の配列や部分構造がどのような機能を持つのか、そして、機能不明のタンパク質について配列と構造から機能を予測するための研究に利用されている。